# تصنيف الاتحاد الدولي لكرة السلة للسيدات
| الترتيب                       | التغير | الفريق           | النقاط |
| ----------------------------- | ------ | ---------------- | ------ |
| 1                             |        | الولايات المتحدة | 888.2  |
| 2                             |        | أستراليا         | 716.2  |
| 3                             |        | فرنسا            | 715.5  |
| 4                             |        | الصين            | 709.9  |
| 5                             |        | إسبانيا          | 702.2  |
| 6                             |        | بلجيكا           | 690.5  |
| 7                             |        | كندا             | 660.3  |
| 8                             | ▲ 1    | صربيا            | 631.4  |
| 9                             | ▲ 1    | اليابان          | 614.5  |
| 10                            | ▲ 1    | البرازيل         | 590.2  |
| 11                            | ▼ 3    | نيجيريا          | 577.9  |
| 12                            |        | بورتوريكو        | 532.7  |
| 13                            |        | ألمانيا          | 503.8  |
| 14                            |        | كوريا الجنوبية   | 456.5  |
| 15                            |        | المجر            | 380.3  |
| 16                            |        | إيطاليا          | 374.8  |
| 17                            |        | تركيا            | 336.6  |
| 18                            | ▲ 3    | جمهورية التشيك   | 333    |
| 19                            | ▲ 3    | الجبل الأسود     | 330.6  |
| 20                            | ▲ 3    | بريطانيا العظمى  | 325.9  |
| *التغيير عن أدرج_آخر_تاريخ    |        |                  |        |
| التصنيفات الكاملة في FIBA.com |        |                  |        |

تصنيف الاتحاد الدولي لكرة السلة للسيدات (FIBA Women's World Ranking) هو التصنيف الرسمي الذي يصدره الاتحاد الدولي لكرة السلة (FIBA) لترتيب المنتخبات الوطنية في كرة السلة للسيدات. يشمل التصنيف مسابقات الكبار والناشئين، بالإضافة إلى تصنيف مجمع يشمل مسابقات الجنسين.
يعتمد التصنيف على مقارنة المنتخبات باستخدام متوسط موزون لنقاط التصنيف التي تحققها في المباريات خلال آخر ثماني سنوات. تُمنح المنتخبات عددًا محددًا من النقاط لكل مباراة، ويتوقف هذا العدد على نتيجة المباراة (الفوز أو الخسارة وفارق النقاط)، ومكان إقامة المباراة (على أرض المنتخب، أو خارجه، أو في ملعب محايد)، بالإضافة إلى قوة المنتخب المنافس. تُعدّل هذه النقاط بعد ذلك بناءً على عدة عوامل، منها: تاريخ المباراة، وأهمية البطولة (أو المنطقة الجغرافية)، والمرحلة التي وصلت إليها المنافسة.

## التاريخ
قبل عام 2019، كان الاتحاد الدولي لكرة السلة يعتمد في تصنيف المنتخبات الوطنية للسيدات على نظام مختلف مبني على نتائج البطولات الكبرى (كأس العالم لكرة السلة للسيدات، والألعاب الأولمبية، والبطولات القارية). كان هذا النظام يمنح نقاطًا للمنتخبات حسب مراكزها النهائية في هذه البطولات، مع إعطاء وزن أكبر لبعض البطولات. وكانت هذه النقاط تُستخدم لتحديد التصنيف، مع الأخذ في الاعتبار جميع البطولات التي أُقيمت خلال آخر دورتين أولمبيتين (ثماني سنوات). إلا أن هذا النظام القديم لم يكن يأخذ في الحسبان نتائج التصفيات المؤهلة للبطولات، ولم يكن يضع في اعتباره توقيت إقامة البطولات.

## طريقة الحساب
في نوفمبر 2019، أدخل الاتحاد الدولي لكرة السلة نظام تصنيف جديد للمنتخبات الوطنية للسيدات. يعتمد هذا النظام على نتائج المباريات، وهو مشابه للنظام المطبق على منتخبات الرجال منذ نوفمبر 2017.
يقارن النظام الجديد متوسط موزون لنقاط التصنيف التي تحصل عليها المنتخبات في جميع المباريات الرسمية التي خاضتها خلال السنوات الثماني الأخيرة (لا يشمل المباريات الودية). تحصل المنتخبات على عدد معين من النقاط لكل مباراة، ويتم تعديل هذه النقاط بناءً على عدة عوامل، هي: تاريخ المباراة، وأهمية البطولة (أو المنطقة)، والمرحلة التي وصلت إليها المنافسة، والدور الذي لُعبت فيه المباراة.

### نقاط التصنيف لكل مباراة
تُحسب نقاط التصنيف النهائية لكل منتخب في مباراة ما على أنها مجموع النقاط الأساسية، ونقاط اللعب على الأرض أو خارجها، ونقاط تصنيف المنتخب المنافس، وذلك على النحو التالي:

#### النقاط الأساسية
تُمنح كل مباراة في بطولات التصنيف 1000 "نقطة أساسية" مبدئيًا، تُقسم بين المنتخبين المتنافسين كالتالي:
| فارق النقاط     | نقاط الفائز | نقاط الخاسر |
| --------------- | ----------- | ----------- |
| أقل من 10 نقاط  | 600         | 400         |
| 10–19 نقطة      | 700         | 300         |
| 20 نقطة أو أكثر | 800         | 200         |
| الانسحاب        | 800         | 0           |

#### نقاط اللعب على الأرض أو خارجها
تُعدل النقاط الأساسية بناءً على مكان إقامة المباراة. في نهائيات البطولات، تُعتبر المباريات التي يلعبها المنتخب المضيف في بلده هي المباريات الوحيدة التي تُلعب "على أرضه"، أما باقي المباريات فتُعتبر مباريات في ملاعب محايدة. التعديلات هي:
| مكان إقامة المباراة | التعديل       |
| ------------------- | ------------- |
| على أرض المنتخب     | −50 نقطة      |
| ملعب محايد          | لا يوجد تعديل |
| خارج أرض المنتخب    | +50 نقطة      |

#### نقاط تصنيف المنتخب المنافس
تُعدل النقاط الأساسية أيضًا لمراعاة قوة المنتخب المنافس. يحدد الاتحاد الدولي لكرة السلة "نقاط تصنيف المنتخب المنافس" باستخدام المعادلة التالية:
- نقاط تصنيف المنتخب المنافس = 1.5 × (متوسط تصنيف جميع المنتخبات الوطنية قبل المباراة − تصنيف المنتخب المنافس قبل المباراة)

### الترجيح
لا يزال نظام الحساب الجديد يأخذ في الاعتبار البطولة والمنطقة الجغرافية، كما كان الحال في النظام السابق، لكنه لم يعد يركز بشكل مباشر على المركز النهائي الذي يحققه المنتخب في البطولة.
تُرجح نقاط التصنيف لكل مباراة (المذكورة أعلاه) باستخدام "وزن المباراة" (W)، والذي يُحسب على أنه حاصل ضرب عدة عوامل، هي: تضاؤل الوقت، والمنافسة/المنطقة، ومرحلة المنافسة، ووزن الدور، وذلك كما يلي.

#### تضاؤل الوقت
أُدخل عامل "تضاؤل الوقت" في الحسابات، وهو يعطي وزنًا أكبر للمباريات الحديثة، ويتناقص هذا الوزن تدريجيًا حتى يختفي تأثير المباراة تمامًا بعد مرور 8 سنوات:
| تاريخ المباراة                                | الترجيح |
| --------------------------------------------- | ------- |
| السنة الحالية (Y) والسنة السابقة مباشرة (Y−1) | 1.0     |
| Y−2 و Y−3                                     | 0.75    |
| Y−4 و Y−5                                     | 0.5     |
| Y−6 و Y−7                                     | 0.25    |

#### أوزان المنافسة والمنطقة
لكل مباراة "وزن منافسة ومنطقة" محدد. تُعطى مباريات التصفيات القارية وكأس العالم لكرة السلة وزن المنطقة الجغرافية المعنية.
فيما يلي أوزان تصنيف FIBA العالمي لمسابقات السيدات:
| المنافسة                                | المنطقة               | الوزن |
| --------------------------------------- | --------------------- | ----- |
| كأس العالم لكرة السلة للسيدات           | —                     | 2.5   |
| بطولة كرة السلة الأولمبية               | —                     | 2.0   |
| يورو باسكت للسيدات                      | أوروبا                | 1.0   |
| تصفيات التأهيل الأولمبية ‏               | —                     | 1.0   |
| بطولة فيبا أوقيانوسيا للسيدات (ملغاة)   | أوقيانوسيا (قبل 2017) | 0.9   |
| كأس آسيا لكرة السلة للسيدات             | آسيا وأوقيانوسيا      | 0.9   |
| بطولة أمم الأمريكتين لكرة السلة للسيدات | الأمريكتان            | 0.7   |
| بطولة أفريقيا لكرة السلة للسيدات        | أفريقيا               | 0.35  |

اعتبارًا من عام 2017، أصبح أعضاء FIBA Asia و FIBA Oceania يتنافسون في بطولة إقليمية واحدة تحت مظلة FIBA Asia. أما النتائج التي تحققت قبل عام 2017، عندما كانت FIBA Asia و FIBA Oceania تنظمان بطولات منفصلة، فستظل تؤخذ في الاعتبار في التصنيفات (حتى عام 2025 من خلال "تضاؤل الوقت").

#### وزن مرحلة المنافسة
أدخل الاتحاد الدولي لكرة السلة أيضًا "وزن مرحلة المنافسة" في نظام التصنيف.
| المرحلة                     | الوزن |
| --------------------------- | ----- |
| بطولة أوروبا للدول الصغيرة ‏ | 0.15  |
| ما قبل التصفيات             | 0.25  |
| التصفيات                    | 0.5   |
| البطولة النهائية            | 1.0   |

#### وزن الدور
بالإضافة إلى ذلك، أضاف الاتحاد الدولي لكرة السلة "وزن الدور" (R) إلى النظام. يمنح هذا الوزن كل *فوز* يتحقق في بطولة نهائية (كأس العالم، أو الألعاب الأولمبية، أو بطولة قارية) ترجيحًا يعتمد على الدور الذي تحقق فيه الفوز، حيث تحصل الانتصارات في الأدوار المتقدمة على وزن أكبر. أما المباريات في التصفيات التمهيدية والتصفيات، ونتائج المنتخب الخاسر في البطولات النهائية، فتحصل جميعها على وزن دور R=1.
| الدور | الوزن |
| ----- | ----- |
| 1     | 1.0   |
| 2     | 2.0   |
| 3     | 4.0   |
| 4     | 6.0   |
| 5     | 6.0   |

على الرغم من اختلاف أشكال البطولات، فإن الدور نصف النهائي يقع عادةً في الجولة الثالثة أو الرابعة، بينما يكون النهائي عادةً في الجولة الرابعة أو الخامسة.

## وصلات خارجية
- تصنيف FIBA العالمي للسيدات